# Baotianmansaurus
Baotianmansaurus é um gênero de dinossauro saurópode do período Cretáceo Superior que viveu na China. Há uma única espécie descrita para o gênero Baotianmansaurus henanensis.